# Cels (cognom romà)
Cels (en llatí: Celsus) fou un cognom romà emprat per diverses famílies, i originàriament atribuït a persones altes, atès que celsus significa 'alt'.
En època republicana només consten personatges de la gens Pàpia amb aquest cognom, cap dels quals de gaire importància i solament conegut per monedes i inscripcions. En canvi, cap al final de la República i, sobretot, en època imperial, hi ha força més personatges:
- Gai Papi Cels, pare de Miló
- Juli Cels, tribú militar, condemnat a mort per Tiberi
- Albinovà Cels, secretari de Neró
- Publi Mari Cels, cònsol l'any 62
- Aulus Corneli Cels, autor d'una obra enciclopèdica de la qual solament es conserva el llibre corresponent a la medicina
- Apuleu Cels, metge sicilià, mestre d'Escriboni Llarg
- Luci Publili Cels, cònsol l'any 113
- Publi Juvenci Cels, jurista romà d'importància menor
- Publi Juvenci Cels, jurista romà, fill de l'anterior
- Publi Juvenci Cels, cònsol l'any 164, net de l'anterior
- Cels, filòsof platònic, autor d'una obra de crítica contra el cristianisme, rebatuda per Orígenes
- Tit Corneli Cels, suposat usurpador del tron imperial al segle iii
- Arrunci Cels, gramàtic romà del segle iv, autor d'uns comentaris sobre Terenci
- Cels, fill de Paulí de Nola

Posteriorment, a partir d'alguns noms de màrtirs cristians com Cels de Milà i Cels d'Antioquia, es popularitzà com a nom cristià, i donà origen al nom de Cels.